# Chionaema laudans
Chionaema laudans är en fjärilsart som beskrevs av Gustaaf Hulstaert 1923. Chionaema laudans ingår i släktet Chionaema och familjen björnspinnare. Inga underarter finns listade i Catalogue of Life.